# David Brown (producent)
David Brown (ur. 28 lipca 1916 w Nowym Jorku, zm. 1 lutego 2010 w Nowym Jorku) – amerykański pisarz, producent i aktor działający w branży filmowej przez sześć dekad; nominowany sześciokrotnie do Oskara.
Zanim Brown zajął się produkcją filmową, pracował jako dziennikarz, między innymi w "Cosmopolitanie". Wtedy też poznał żonę Helen Gurley Brown, z którą był żonaty od 25 września 1959 roku aż do jego śmierci. Oprócz tego napisał kilka książek, które cieszyły się dużym zainteresowaniem czytelników. Ostatnia "Guide to the Good Life Without Tears, Fears or Boredom" ukazała się w 2006 roku. Hitami, które wyprodukował były między innymi: Żądło, Gracz, Kokon, Szczęki czy Wożąc panią Daisy. Brown od wielu lat zmagał się z niewydolnością nerek, zmarł 1 lutego 2010 roku. Miał 93 lata.